# Danny & Jenny de Munk
Danny & Jenny de Munk is een reallifesoap van de AVRO.
In deze soap volgt men Danny de Munk en zijn vrouw Jenny tijdens het voorbereiden van het jubileumconcert in Ahoy Rotterdam. Daarnaast wordt er gefilmd bij de auditie voor de nieuwe Ciske in de musical Ciske de Rat.

## Trivia
- Op RTV Noord-Holland werd de soap in het najaar van 2007 herhaald.